# داني لويس كوينتيرو
داني لويس كوينتيرو (10 ديسمبر 1984 بسينفويغوس في كوبا - ) هو لاعب كرة قدم كوبي في مركز حراسة المرمى. شارك مع منتخب كوبا تحت 20 سنة لكرة القدم ومنتخب كوبا لكرة القدم. أما مع النوادي، فقد لعب مع FC Cienfuegos ‏ وC.A. Valdevez ‏.

## وصلات خارجية
- داني لويس كوينتيرو على موقع الاتحاد الدولي (مؤرشف)  (الإنجليزية)
- داني لويس كوينتيرو على موقع قاعدة بيانات كرة القدم.إي يو (الإنجليزية)
- داني لويس كوينتيرو على موقع ناشيونال فوتبول تيمز (الإنجليزية)
- داني لويس كوينتيرو على موقع Soccerway.com (الإنجليزية)